# Brucea antidysenterica
Brucea antidysenterica là một loài thực vật có hoa trong họ Thanh thất. Loài này được John Frederick Miller mô tả khoa học đầu tiên năm 1779.